# Château Cheval Blanc

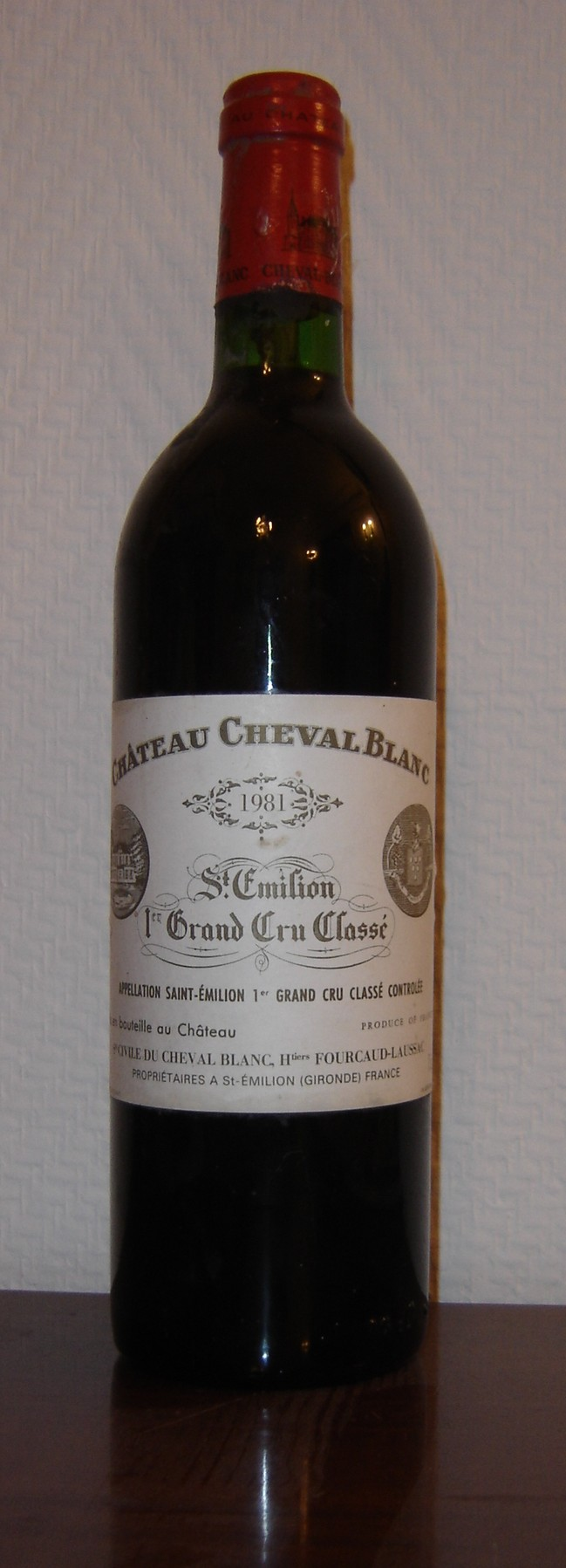
Een fles Château Cheval Blanc uit 1981

Château Cheval Blanc (Frans voor "Kasteel het Witte Paard"), is een wijnproducent in Saint-Émilion in de wijnstreek Bordeaux in Frankrijk. De wijn kreeg de hoogste rang van Premier Grand Cru Classé (A) in de classificatie van Saint-Émilion-wijn en is een van de vijf wijnproducerende kastelen van de rechteroever van Bordeaux die de status van Premier Grand Cru hebben gekregen.